# Filicaleyrodes
Filicaleyrodes es un género de hemíptero de la familia Aleyrodidae, subfamilia: Aleyrodinae.

## Especies
- Filicaleyrodes bosseri Takahashi, 1962
- Filicaleyrodes williamsi Trehan, 1938